# Tilikum
Tilikum (ca. december 1981 - 6. januar 2017) var en spækhugger som levede i fangenskab fra 1983. Tilkum blev fanget nær Islands kyst og blev et år senere overført til Sealand of the Pacific i Victoria, British Colombia. Under sit fangenskab dræbte han  tre mennesker over en periode på ca. 20 år. 